# Марія Бруно
Марія Бруно (порт. Maria Bruno, 28 серпня 1992) — бразильська синхронна плавчиня.
Учасниця Олімпійських Ігор 2016 року, де в змаганнях груп посіла 6-те місце.